# Lee Sang-ho (cầu thủ bóng đá, sinh 1987)
Đây là một tên người Triều Tiên, họ là Lee.
Lee Sang-ho (tiếng Hàn: 이상호; sinh ngày 9 tháng 5 năm 1987) là một tiền vệ chạy cánh bóng đá Hàn Quốc thi đấu cho FC Seoul.

## Sự nghiệp câu lạc bộ
Lee khởi đầu sự nghiệp tại Ulsan Hyundai năm 2006.
Ngày 13 tháng 2 năm 2009, Lee chuyển đến Suwon Samsung.
Ngày 26 tháng 1 năm 2012, Lee chuyển đến đội bóng tại Giải bóng đá vô địch quốc gia Các Tiểu vương quốc Ả Rập Thống nhất Al Sharjah theo hợp đồng cho mượn đến hết 31 tháng 5.
Ngày 28 tháng 12 năm 2016, Lee chuyển đến FC Seoul

## Sự nghiệp quốc tế
Lee có trận đấu đầu tiên cho đội tuyển trước Iraq ngày 28 tháng 3 năm 2009.

## Thống kê sự nghiệp câu lạc bộ
Tính đến 14 tháng 6 năm 2012
| Thành tích câu lạc bộ                | Thành tích câu lạc bộ                | Thành tích câu lạc bộ                                              | Giải vô địch | Giải vô địch | Cúp             | Cúp             | Cúp Liên đoàn | Cúp Liên đoàn | Châu lục | Châu lục  | Tổng cộng | Tổng cộng |
| Mùa giải                             | Câu lạc bộ                           | Giải vô địch                                                       | Số trận      | Bàn thắng    | Số trận         | Bàn thắng       | Số trận       | Bàn thắng     | Số trận  | Bàn thắng | Số trận   | Bàn thắng |
| Hàn Quốc                             | Hàn Quốc                             | Hàn Quốc                                                           | Giải vô địch | Giải vô địch | Cúp KFA         | Cúp KFA         | Cúp Liên đoàn | Cúp Liên đoàn | Châu Á   | Châu Á    | Tổng cộng | Tổng cộng |
| ------------------------------------ | ------------------------------------ | ------------------------------------------------------------------ | ------------ | ------------ | --------------- | --------------- | ------------- | ------------- | -------- | --------- | --------- | --------- |
| 2006                                 | Ulsan Hyundai                        | K League 1                                                         | 10           | 0            | 1               | 0               | 7             | 2             | ?        | 1         | 18        | 2         |
| 2007                                 | Ulsan Hyundai                        | K League 1                                                         | 17           | 3            | 2               | 0               | 5             | 1             | —        | —         | 24        | 4         |
| 2008                                 | Ulsan Hyundai                        | K League 1                                                         | 14           | 3            | 2               | 1               | 6             | 2             | —        | —         | 22        | 6         |
| 2009                                 | Suwon Samsung Bluewings              | K League 1                                                         | 20           | 1            | 4               | 1               | 0             | 0             | 6        | 2         | 26        | 4         |
| 2010                                 | Suwon Samsung Bluewings              | K League 1                                                         | 15           | 1            | 3               | 1               | 5             | 0             |          |           | 23        | 2         |
| 2011                                 | Suwon Samsung Bluewings              | K League 1                                                         | 26           | 6            | 4               | 0               | 1             | 0             | 8        | 0         | 39        | 6         |
| Các Tiểu vương quốc Ả Rập Thống nhất | Các Tiểu vương quốc Ả Rập Thống nhất | Các Tiểu vương quốc Ả Rập Thống nhất                               | Giải vô địch | Giải vô địch | President's Cup | President's Cup | Cúp Liên đoàn | Cúp Liên đoàn | Châu Á   | Châu Á    | Tổng cộng | Tổng cộng |
| 2011–12                              | Al Sharjah (mượn)                    | Giải bóng đá vô địch quốc gia Các Tiểu vương quốc Ả Rập Thống nhất | 10           | 1            | 0               | 0               | 1             | 0             | —        | —         | 11        | 1         |
| Hàn Quốc                             | Hàn Quốc                             | Hàn Quốc                                                           | Giải vô địch | Giải vô địch | Cúp KFA         | Cúp KFA         | Cúp Liên đoàn | Cúp Liên đoàn | Châu Á   | Châu Á    | Tổng cộng | Tổng cộng |
| 2012                                 | Suwon Bluewings                      | K League 1                                                         |              |              |                 |                 |               |               | —        | —         |           |           |
| Tổng cộng                            | Hàn Quốc                             | Hàn Quốc                                                           | 102          | 14           | 16              | 3               | 24            | 5             | 14       | 3         | 156       | 25        |
| Tổng cộng                            | Các Tiểu vương quốc Ả Rập Thống nhất | Các Tiểu vương quốc Ả Rập Thống nhất                               | 10           | 1            | 0               | 0               | 1             | 0             | —        | —         | 11        | 1         |
| Tổng cộng sự nghiệp                  | Tổng cộng sự nghiệp                  | Tổng cộng sự nghiệp                                                | 112          | 15           | 16              | 3               | 24            | 5             | 14       | 3         | 167       | 26        |

## Đời sống cá nhân
Anh trai của anh Lee Sang-don cũng là một cầu thủ bóng đá.